# Riu Tonto
El Tonto és un riu de Mèxic, un important afluent del riu Papaloapan; el qual aporta el 20% del cabal mitjà d'aquest. Prové de la serra de Zongolica i serveix de límit tant als municipis de Tres Valles i Cosamaloapan com entre els estats de Veracruz i d'Oaxaca.
Del 1949 al 1955 el Tonto va ser embassat (478 km²) a la presa Miguel Alemán, on es genera electricitat. Aboca les seves aigües en el municipi de San Miguel Soyaltepec, reiniciant el seu recorregut, el qual se li sumen, per l'esquerra, el riu Chichicazapa i el riu de Enmedio, seguint el seu curs uns 5 km més a terres d'Oaxaca, fins a unir-se amb el riu Amapa, a l'Ámate, on forma la línia limítrofa entre l'estat de Veracruz i el municipi de Tres Valles (en un tram d'aproximadament 20 km) i amb la congregació de Texas (uns 10 km més), pertanyent a la municipalitat de Cosamaloapan on tributa les seves aigües al Papaloapan poc després del pont "Caracol", a l'altura de Tuxtepec, Oaxaca que segueix la seva marxa fins a la barra d'Alvarado (Veracruz).
En el seu curs pel municipi de Tres Valles discorre a les ribes de petites propietats i dels ejidos Paso Corral, Las Marías, Paraíso Río Tonto i Zapote Colorado, i les seves aigües serveixen de proveïment a l'Ingenio Tres Valles i a la fàbrica de paper, com també a la de cola Pennsilvània.
És considerat un dels rius més antics. És tan profund que les seves aigües superficials semblen no córrer, però, porten una gran velocitat al seu interior. El paisatge que circumda el riu es caracteritza per les plantacions de canya i alguns ranxos ramaders, existint potencial per al desenvolupament de projectes d'ecoturisme.